# Bebearia octogramma
Bebearia octogramma là một loài bướm thuộc họ Nymphalidae. Nó được tìm thấy ở phía đông Nigeria, Cameroon, Gabon, Cộng hòa Congo và phía tây Cộng hòa Dân chủ Congo. Loài này sinh sống ở rừng nguyên sinh ẩm ướt.